# Ruplje
Ruplje (cirill betűkkel Рупље) egy falu Szerbiában, a Jablanicai körzetben, Crna Trava községben.

## Népesség
- 1948-ban 75 lakosa volt.
- 1953-ban 51 lakosa volt.
- 1961-ben 26 lakosa volt.
- 1971-ben 21 lakosa volt.
- 1981-ben 21 lakosa volt.
- 1991-ben 7 lakosa volt
- 2002-ben 6 lakosa volt,[1] akik mindannyian szerbek.[2]